# تاوي تاوي
تاوي تاوي (بالإنجليزية: Tawi-Tawi)‏ هي محافظة تقع في الفلبين في الحكم الذاتي الاقليمي لمسلمي مندناو. يقدر عدد سكانها 1,087.40 كم2 .